# Endothiodon
Endothiodon è un genere estinto di terapsidi, appartenente ai dicinodonti. Visse nel Permiano superiore (circa 259 - 252 milioni di anni fa) e i suoi resti fossili sono stati ritrovati in Africa, Asia e Sudamerica.

## Descrizione
Questo animale possedeva una grossa testa in rapporto alle dimensioni corporee. Il cranio era allargato posteriormente e di forma pressoché triangolare se visto di profilo. Il muso era di forma smussata, ed era dotato di alcune creste longitudinali sulle ossa nasali. Le fauci erano dotate di un potente becco: in particolare, la punta della mandibola era ruotata all'insù e particolarmente robusta. Al contrario della maggior parte dei dicinodonti, Endothiodon era sprovvisto delle due caratteristiche zanne superiori, ma era dotato di numerosi piccoli denti nella zona posteriore di mascella e mandibola.
Il cranio delle diverse specie di Endothiodon, negli esemplari adulti, variava da una lunghezza di quasi centimetri a una di quasi 60 centimetri, e la lunghezza dell'intero animale poteva superare il metro e mezzo. Endothiodon era un dicinodonte di dimensioni medio - grandi, e possedeva già un corpo robusto a forma di botte, sorretto da quattro possenti arti posizionati ai lati del corpo. Queste caratteristiche si accentueranno nelle forme successive.

## Classificazione
Endothiodon fa parte di quel grande gruppo di terapsidi erbivori noto come dicinodonti, tipico della fine del Permiano e del Triassico. Endothiodon, al contrario della maggior parte delle forme, era ancora dotato di numerosi denti sia nella mascella che nella mandibola, ma era sprovvisto delle caratteristiche zanne superiori. Questi caratteri indicano che Endothiodon era una forma piuttosto basale, forse vicina ai più antichi dicinodonti come Eodicynodon, Diictodon e Robertia. Le dimensioni corporee cospicue, tuttavia, sono un carattere derivato. 

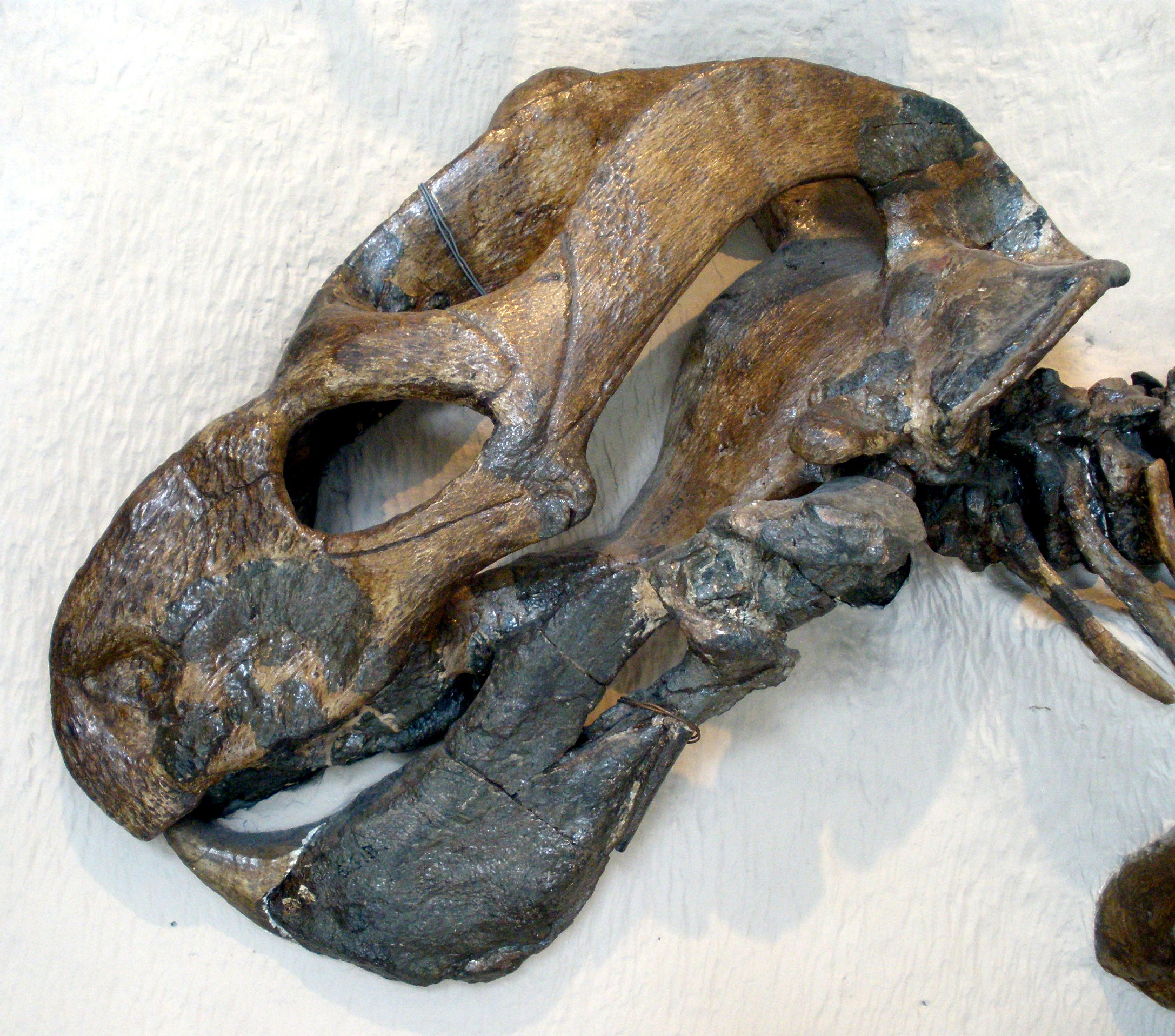
Cranio di Endothiodon angusticeps

Endothiodon è stato descritto per la prima volta da Richard Owen nel 1876, sulla base di resti fossili ritrovati in strati del Permiano superiore del Karroo (Sudafrica). La specie tipo è Endothiodon bathystoma; negli anni seguenti vennero descritte numerose altre specie, tutte provenienti dal Sudafrica: E. platyceps, E. paucidens, E. seeleyi, E. angusticeps, E. uniseries ed E. whaitsi. Queste ultime tre specie sono state classificate per un certo periodo in un genere a sé stante, Esoterodon.
Nel 2000 venne descritta una nuova specie. E. mahalanobisi, proveniente dal Permiano superiore dell'India (formazione Kunduram); in questi strati è stata rinvenuta anche una specie già nota, E. uniseries. Nel 2013, infine, resti attribuiti a Endothiodon sono stati ritrovati in Brasile, a suggerire una distribuzione molto più ampia di questo genere di quanto precedentemente ritenuto. 

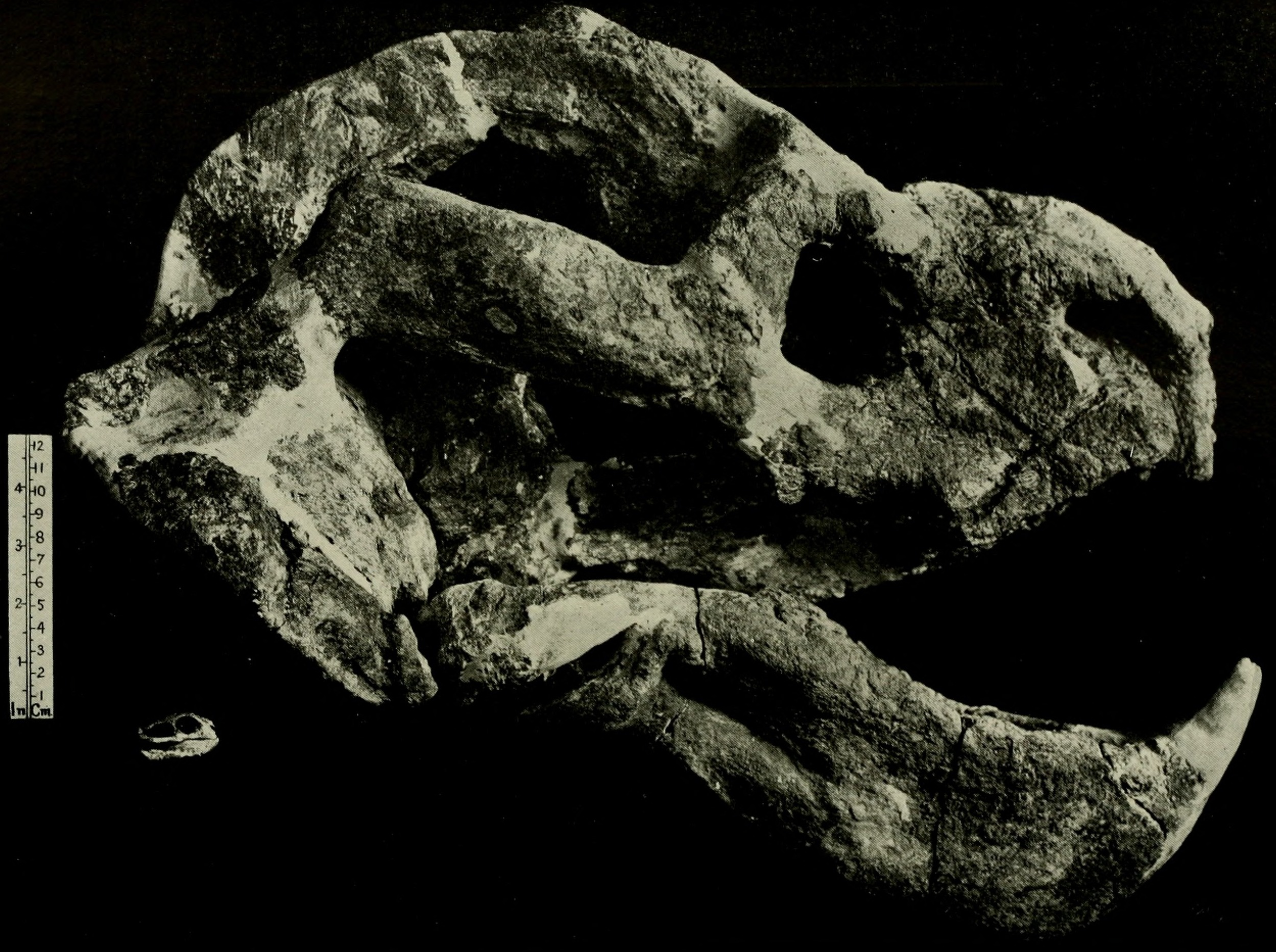
Cranio di Endothiodon whaitsi a confronto con quello (giovanile) di un altro dicinodonte, Emydops

## Paleobiologia
Uno studio sulla morfologia di Endothiodon ha mostrato che l'articolazione delle mascelle di questo animale permettevano un'azione propalinale (in avanti e indietro) quando le dentellature presenti sui denti di mascella e mandibola incontravano le aree ricoperte da tessuto corneo, e aiutavano nell'azione di tranciamento e di masticazione. La presenza di lati obliqui usurati nei denti, e la probabile presenza di un muscolo simile al massetere, suggeriscono la possibilità di un movimento leggermente laterale della mandibola, che migliorava lo sminuzzamento del materiale vegetale. Una robusta staffa con un'incisura posterolaterale costituiva la regione dell'orecchio medio e doveva essere utile per percepire vibrazioni sonore aeree, anche se l'udito di Endothiodon dipendeva principalmente dalle vibrazioni trasmesse dal terreno. Altre caratteristiche di Endothiodon includono un ridotto senso dell'olfatto e grandi occhi, utili per scovare i potenziali predatori (Ray, 2000).